# L'angelo di Sarajevo
L'angelo di Sarajevo è una miniserie televisiva italiana diretta da Enzo Monteleone, liberamente tratta dal romanzo autobiografico del giornalista Franco Di Mare "Non chiedere perché", che racconta la storia vera dell'adozione della figlia Stella.
La miniserie è stata trasmessa in prima visione su Rai 1 il 20 e il 21 gennaio 2015, ed è stata replicata su Rai 2 il 17 maggio 2024 in ricordo di Franco Di Mare, deceduto nello stesso giorno a 68 anni a causa di un mesotelioma provocato dall'avvelenamento da amianto contratto ai tempi in cui era corrispondente di guerra.

## Trama
Luglio 1992. Marco De Luca, giornalista di successo e con alle spalle un matrimonio fallito, si offre volontario per recarsi a Sarajevo per raccontare i fatti di guerra con l'aiuto del cameraman Romano, dell'autista Kemal Halilović, ex maestro di violino, e di Karen, una giornalista responsabile dell'Eurovisione.
In un orfanotrofio incontra Malina, una neonata di 10 mesi i cui genitori sono stati vittime della pulizia etnica voluta da Radovan Karadžić. Tornato a Roma perché chiamato alla conduzione del TG, Marco decide di tornare a Sarajevo e di adottare Malina, riuscendo a salvarla anche dall’esplosione del suo pullman per andare in Germania insieme ad altri bambini.
Dopo che gli viene confermato l'affido temporaneo della bambina da parte del ministro, Kemal, mentre sta salutando Marco, viene ucciso dal famigerato cecchino Kostić che tenta poi di eliminare anche lo stesso giornalista, ma viene colpito all'ultimo da un altro cecchino.
Nonostante l'opposizione del colonnello Babić per la nazionalità bosniaca della bambina, Marco, insieme a Malina e a Romano, riesce a tornare in Italia grazie all'aiuto della signora Maria Teresa Giovannelli per mezzo di un'autorizzazione speciale della Croce Rossa Internazionale.

## Accoglienza
| nº | Prima TV        | Ascolti        | Ascolti | Fonte |
| nº | Prima TV        | Telespettatori | Share   | Fonte |
| -- | --------------- | -------------- | ------- | ----- |
| 1  | 20 gennaio 2015 | 7 484 000      | 27,05%  | [ 4 ] |
| 2  | 21 gennaio 2015 | 6 740 000      | 23,89%  | [ 5 ] |

## Produzione
La miniserie è prodotta da Rai Fiction, Picomedia e Iblafilm di Giuseppe Fiorello (attore protagonista e sceneggiatore) ed è ambientata a Sarajevo nel luglio 1992.